# Fatality
Fatality es un personaje ficticio del universo de DC Comics creado por el escritor Ron Marz y el artista Darryl Banks. En Green Lantern (vol. 3) N° #83 (febrero de 1997) se vio su sombra cuando asesina a Galius Zed, un ex Linterna Verde; en el número siguiente se la pudo ver de cuerpo entero.

## Historia
Por ser la hija mayor de la familia gobernante del planeta Xanshi, Yrra, la niña que años más tarde se llamaría Fatality, fue enviada a otro mundo para ser educada por los fabulosos Señores de la Guerra de Okaara. Cuando Xanshi fue destruido a causa de un error de cálculos del Linterna Verde John Stewart, se convirtió en la única superviviente de su mundo. Al descubrir lo sucedido que el responsable era un Linterna Verde, abandonó Okaara y se dedicó a transformarse en la guerrera más mortal en todo el universo. Como ignoraba la identidad de Stewart, juró vengarse de todos los Linterna Verde y cazó a los miembros de los Corps, acumulando una espantosa colección de trofeos.
Cuando los Green Lantern Corps quedaron incapacitados, Fatality vio como su premio final al último Linterna Verde, Kyle Rayner. Su conflicto los llevó desde la Tierra hasta un planetoide desolado donde, durante el combate, descubrió que Stewart era el culpable de la destrucción de Xanshi. Aparentemente, Fatality murió en la batalla, aunque no pudo recuperarse su cuerpo (excepto el brazo derecho).
Más tarde, y luego de obtener un brazo prostético, Fatality reaparecería en la Tierra, buscando vengarse de Stewart. Esta vez, fue necesario el poder combinado de Stewart, Rayner y Jade para detenerla.
Cuando volvió a aparecer había conseguido un anillo de poder amarillo qwardiano. Luchó con Rayner una vez más, quien la convenció de quitarse el anillo amarillo, pero los qwardianos habían plantado una trampa en el anillo que hizo que se teletransportara con una explosión al ser removido; esto destruyó el (otro) brazo de Fatality.
Luego de estar prisionera en la Tierra durante un tiempo, fue liberada por el Major Force. Desde entonces ha trabajado como cazadora de recompensas en el Sistema Vega.
Fatality se volvió miembro de la Sociedad Secreta de Supervillanos (Secret Society of Super Villains) y Scandal, hija de Vandal Savage, le arrancó una oreja en una batalla.